# Бочкович, Кирилл Васильевич
Кири́лл Васи́льевич Бочко́вич (28 февраля 1918, Саврань, Подольская губерния — 24 августа 1944, Приморское, Губернаторство Бессарабия) — участник Великой Отечественной войны, заместитель командира взвода противовоздушной обороны 384-го отдельного батальона морской пехоты Одесской военно-морской базы Черноморского флота, Герой Советского Союза (1945), старшина второй статьи.

## Биография
Кирилл Васильевич родился в 1918 году в местечке Саврань Балтского уезда Подольской губернии в семье украинского крестьянина.
В 1939 году был призван в ряды Красной Армии, во время службы в Военно-Морском флоте окончил электромеханическую школу учебного отряда Черноморского флота.
Участие в Великой Отечественной войне принимал с 1941 года на крейсере «Ворошилов», эскадренных миноносцах «Бодрый» и «Фрунзе» Черноморского флота.
В мае 1943 года был назначен заместителем командира взвода ПВО 384-го батальона морской пехоты Черноморского флота, и осенью того же года принимал участие в десантных операциях по освобождению Таганрога, Мариуполя и Осипенко.
Во второй половине марта 1944 года вошёл в состав десантной группы под командованием старшего лейтенанта Константина Фёдоровича Ольшанского. Задачей десанта было облегчение фронтального удара советских войск в ходе освобождения города Николаева, являвшегося частью Одесской операции. После высадки в морском порту Николаева отряд в течение двух суток отбил 18 атак противника, уничтожив около 700 гитлеровцев.
Указом Президиума Верховного Совета СССР от 20 апреля 1945 года за образцовое выполнение боевых заданий командования на фронте борьбы с немецкими захватчиками и проявленные при этом отвагу и геройство старшине 2-й статьи Кириллу Васильевичу Бочковичу было присвоено звание Героя Советского Союза.
К. В. Бочкович был единственным в составе десантников, принимавших участие в освобождении города Николаева, кто не был ранен и сразу смог продолжить участие в войне, вернувшись в 384-й батальон морской пехоты.
24 августа 1944 года в районе села Жебряины (Килийский район Одесской области) Кирилл Васильевич погиб во время проведения десантной операции. Похоронен в Одессе.

## Награды
- Медаль «Золотая Звезда» Героя Советского Союза
- Орден Ленина
- Орден Красного Знамени
- Медали

## Память
- В Саврани в школьном сквере установлен памятник герою-земляку (48°07′58″ с. ш. 30°05′01″ в. д.HGЯO) (начал обучение в Савранской школе), имеется улица в честь его имени.
- В городе Подольск (Одесская область) в районе сахарного завода на улице его имени (близ школы-интерната) установлен бюст Героя (47°43′19″ с. ш. 29°33′07″ в. д.HGЯO).
- В городе Подольск у школы № 6 (школу-семилетку закончил в 1932 г.) установлен бюст Героя Советского Союза (изготовлен учительницей школы В. А. Янковской 1965) (47°44′53″ с. ш. 29°31′44″ в. д.HGЯO).
- В селе Приморское имя Бочковича носит улица, а также установлен памятник (45°31′00″ с. ш. 29°36′21″ в. д.HGЯO).
- В Николаеве в сквере имени 68-ми десантников установлен памятник (46°58′30″ с. ш. 31°59′44″ в. д.HGЯO).
- В посёлке Богоявленском на берегу Бугского лимана, откуда уходили на задание десантники, установлена мемориальная гранитная глыба с памятной надписью (46°52′20″ с. ш. 32°00′33″ в. д.HGЯO).